# Barrage Bezirk
Le barrage Bezirk (arabe : سد بزيرك) est un barrage tunisien inauguré en 1959, sur l'oued Bezirk, situé dans la péninsule du cap Bon.
D'une hauteur de 22 mètres et d'une longueur en crête de 280 mètres, il peut retenir jusqu'à 6 millions de mètres cubes d'eau dans un réservoir d'une superficie de 102 hectares. L'eau du barrage a une salinité moyenne de 1,6 gramme par litre. Cette salinité fait que les eaux sont jugées de bonne qualité et peuvent être utilisées sans risque, en particulier pour les plantes moyennement tolérantes aux sels. Le barrage possède par ailleurs une évacuation de crue d'un débit de 300 mètres cubes par seconde.
Le barrage Bezirk approvisionne un périmètre irrigable de 2 000 hectares dans la région de Menzel Bouzelfa dont 1 500 hectares destinés à la culture des agrumes.